# John Demjanjuk
John Demjanjuk (nacido Iván Mykoláiovych Demianiuk (Іва́н Микола́йович Дем'яню́к); Berdýchiv, Gobernación de Kiev, Imperio ruso; 3 de abril de 1920 - Bad Feilnbach, Alemania; 17 de marzo de 2012) fue un ucraniano que emigró a los Estados Unidos en 1952, donde se nacionalizó en 1958. En 1981, se le revocó la ciudadanía estadounidense por supuestamente haber ocultado su pertenencia a las SS de la Alemania nazi y se le enjuició en Israel y Alemania, bajo los cargos de cometer delitos de lesa humanidad y participar en el Holocausto perpetrado por el nazismo durante la Segunda Guerra Mundial. En Israel, fue condenado a muerte en primera instancia y luego absuelto por la Corte Suprema. En Alemania fue condenado en primera instancia, pero la sentencia no fue definitiva debido a su muerte a los 91 años, cuando estaba en proceso de apelación.

## Biografía

### Inmigración y ciudadanía estadounidense
Finalizada la Segunda Guerra Mundial en 1952, Iván Demjanjuk emigró al continente americano, obteniendo la ciudadanía estadounidense en 1958, momento en el cual cambió su nombre de Iván a John. Se radicó en el suburbio de Seven Hills, de la ciudad de Cleveland, estado de Ohio, donde ingresó a trabajar como operario en la fábrica de automóviles Ford. Allí vivía con su esposa y rodeado de sus hijos y nietos.

### Revocación de la ciudadanía estadounidense
En 1975, el Departamento de Justicia de los Estados Unidos comenzó a investigarlo al aparecer vinculado al campo de exterminio de Sobibor. Durante la investigación, algunos sobrevivientes del Holocausto lo reconocieron en unas fotos, como guardia en Treblinka, cerca de las cámaras de gas. Con base en esas declaraciones preliminares, en 1977 el Departamento de Justicia inició un proceso en su contra para revocar su ciudadanía. En 1979, la recién creada Oficina de Investigaciones Especiales (OSI) del Departamento de Justicia, asumió la fiscalía del caso. En 1981, la investigación administrativa sobre Demjanjuk fue elevada a juicio, ante el Tribunal Federal de Distrito de Cleveland, que el 23 de junio de 1981 le retiró la ciudadanía estadounidense debido a que el acusado "había tergiversado materialmente su solicitud de visa al omitir revelar su servicio en las SS alemanas en los campos de prisioneros de Trawniki y Treblinka en 1942-43".

### Extradición a Israel
Simultáneamente, al revelarse que Demjanjuk estaba relacionado con el Holocausto, el Estado de Israel solicitó en 1981 su extradición para afrontar un juicio por "asesinato" (textual de la sentencia de extradición), amparándose en la Ley para el castigo de los nazis y sus colaboradores (de nombre oficial Nazis and Nazi Collaborators Punishment Law 5710-1950) de 1950. Fue acusado de ser la persona conocida como Iván el Terrible, un guardia ucraniano que estaba a cargo de la cámara de gas del campo de exterminio de Treblinka, ubicado al oeste de Polonia, a quien los sobrevivientes del campo habían señalado especialmente por el sadismo y la crueldad con que trataba a los prisioneros.
Demjanjuk negó ser la persona identificada como Iván el terrible y haber estado en Treblinka. La justicia estadounidense tardó cuatro años en tratar el caso, hasta que el 15 de abril de 1985, la Corte Distrital de la División Oriental de Ohio consideró que existía "causa probable" de que Demjanjuk fuera la persona imputada por asesinato en Treblinka por el Estado de Israel y que por lo tanto podía ser extraditada.
Fue deportado a Israel el 28 de febrero de 1986.

### Juicio en Israel
En Israel, Demjanjuk fue sometido a un resonante juicio que se inició en Jerusalén el 16 de febrero de 1987. Demjanjuk negó en todo momento ser la persona llamada "Iván el terrible", un sádico y cruel guardia de las SS al que múltiples fuentes habían señalado como actuando en el campo de exterminio de Treblinka. Tanto Demjanjuk como la fiscalía israelí coincidían en que aquel había sido un soldado soviético capturado por los alemanes, pero mientras Demjanjuk sostenía que había pasado el resto de la guerra en un campo de prisioneros, la fiscalía israelí alegó que se ofreció como voluntario para unirse a las SS siendo entrenado como Trawniki.
Durante el juicio varios sobrevivientes reconocieron e identificaron a Demjanjuk como "Iván el terrible". El 18 de abril de 1988 fue encontrado culpable de todos los cargos que se le imputaban y una semana después fue sentenciado a la pena de muerte por horca. La sentencia fue apelada.
El 29 de julio de 1993, cinco jueces de la Corte Suprema de Israel revocaron por unanimidad la pena de muerte y declararon la absolución, aplicando el beneficio de la duda, debido a que existían dudas sobre que Demjanjuk e "Iván el terrible" fueran la misma persona. Los jueces de la Corte tuvieron en cuenta pruebas nuevas, no presentadas en el juicio, que provenían de la ex Unión Soviética, disuelta poco antes. Se trataba de los juicios realizados en la URSS después de la guerra, contra los soldados ucranianos soviéticos que ayudaron a los nazis como "auxiliares". En esa documentación figuraban varias declaraciones por escrito realizadas por antiguos guardias en Treblinka, que afirmaban que el apellido de "Ivan El terrible" era "Marchenko" y no Demjanjuk, además de describirlo con una fisonomía diferente.

### Vuelta a Estados Unidos y nueva cancelación de la ciudadanía
En 1993, Demjanjiuk fue liberado de prisión en Israel y reclamó su derecho a volver a vivir en Estados Unidos y recuperar la ciudadanía estadounidense. En junio de 1993, el Sexto Circuito del Tribunal de Apelación de Cincinnati constató que el gobierno de Estados Unidos (OSI) había ocultado documentación que podría haber sido útil para la defensa de Demjanjuk y ordenó permitir el regreso de Demjanjuk al país. El 20 de febrero de 1998, el Tribunal de Distrito de Cleveland le devolvió la ciudadanía estadounidense.
La OSI realizó una investigación más detallada y con nuevas fuentes documentales e inició un nuevo proceso de desnaturalización contra de Demjanjuk, sosteniendo ahora que había prestado servicios como policía auxiliar entrenado en Trawniki, Sobibor y Majdanek, y luego como miembro del Batallón de la Calavera de las SS en Flossenbürg. Como consecuencia, Demjanjuk volvió a perder la ciudadanía estadounidense en 2002, que le permitió a la OSI iniciar el proceso de deportación en 2004. En diciembre de 2005, el Tribunal de Inmigración ordenó su deportación a Ucrania, donde había nacido. La decisión fue apelada, pero en mayo de 2008 la Corte Suprema rechazó la apelación, cerrando el proceso. Simultáneamente Alemania pidió su extradición para enjuiciarlo como cómplice de asesinato mientras se desempeñaba como guardia en el campo de exterminio de Sobibor.

### Extradición y juicio en Alemania
En diciembre de 2008, la principal autoridad judicial alemana había establecido que un tribunal de Múnich era competente para juzgarlo porque el acusado vivió cerca de la capital bávara en 1952 antes de emigrar a Estados Unidos. En marzo de 2009 se acordaron los términos para su extradición desde Estados Unidos hacia Alemania.
El 14 de abril de 2009 agentes de inmigración estadounidenses sacaron a Demjanjuk de su residencia para ser posteriormente deportado. Ese mismo día, un hijo de Demjanjuk presentó una moción en el Sexto Circuito de la Corte de Apelación de EE. UU. pidiendo que se detuviera la deportación, lo que le fue concedido, pero pocos días después el gobierno de Estados Unidos argumentó que la Corte de Apelaciones no tenía jurisdicción para revisar la decisión de la Junta de Apelaciones de Inmigración que negó la estadía de Demjanjuk y clausuró el proceso.
El 12 de mayo de 2009 Demjanjuk fue remitido a Alemania, donde las autoridades lo recluyeron en la Prisión Stadelheim, en Múnich.
En noviembre de 2009 comenzó el juicio, donde fue acusado de ser cómplice de 28.060 asesinatos en Sobibor. La fiscalía presentó documentación que revelaba que había prestado servicios en Sobibor y debido a que los testigos habían fallecido, el tribunal admitió que se leyeran los testimonios de los sobrevivientes. Luego de 16 meses el juicio finalizó el 12 de mayo de 2011, cuando Demjanjuk fue declarado culpable y condenado a cinco años de prisión. La sentencia fue apelada y Demjanjuk quedó en libertad, muriendo al año siguiente en un asilo de ancianos alemán, antes de que su caso fuera tratado, razón por la cual su culpabilidad no pudo ser jurídicamente demostrada.